# Valeri Rubakov
Valeri Anatólievich Rubakov (en ruso: Валерий Анатольевич Рубаков, 16 de febrero de 1955 – 18 de octubre de 2022) fue un físico teórico ruso. Sus intereses científicos incluían la teoría cuántica de campos, la física de partículas elementales y la cosmología. Estaba afiliado al Instituto de Investigaciones Nucleares (INR) de la Academia de Ciencias de Rusia en Moscú. 

## Educación
Rubakov estudió física en la Universidad Estatal de Moscú y se graduó en 1978. Posteriormente inició trabajos doctorales en el INR, finalizando su tesis en 1981. 

## Logros científicos
Rubakov fue uno de los teóricos físicos rusos contemporáneos más conocidos,   notable por sus estudios de los efectos cosmológicos de las interacciones calibre y por el desarrollo de ideas novedosas sobre el espacio-tiempo y la gravedad. 
Rubakov saltó a la fama por primera vez por la catálisis monopolar de la desintegración de protones, una aportación notable a la teoría de campos contemporánea.  't Hooft y Polyakov habían demostrado que algunas Grandes Teorías Unificadas predicen la existencia de monopolos magnéticos masivos. Rubakov señaló que un monopolo de este tipo induciría la desintegración de protones, dejando una huella observable en forma de neutrinos electrónicos. El fenómeno fue sugerido de forma independiente por Curtis Callan y se conoce como efecto Callan-Rubakov. 
Junto con Mijaíl Shaposhnikov, Rubakov fue uno de los primeros en modelar el espacio-tiempo y la gravedad utilizando ideas de la cosmología de branas. Rubakov y Shaposhnikov conjeturaron que vivimos en una brana de cuatro dimensiones incrustada en un universo de dimensiones superiores. Las partículas ordinarias están confinadas en un pozo de potencial que es estrecho en las dimensiones adicionales, localizando así la materia en la brana. 
El artículo de Rubakov con Shaposhnikov y Vadim Kuzmin sobre el efecto de la no conservación electrodébil de los números de bariones y leptones a altas temperaturas se considera fundamental para la teoría moderna sobre el universo primitivo. 
Rubakov fue el autor de un prestigioso libro de texto sobre teoría de campos.
Se desempeñó como miembro del Comité de Política Científica del CERN de 2014 a 2019 y del Consejo Científico del ICTP de 2010 a 2020. 

## Premios
Rubakov era miembro de la Academia de Ciencias de Rusia desde 1998. Fue elegido miembro de la Academia Estadounidense de las Artes y las Ciencias en 2015.
En 1999, la Academia de Ciencias de Rusia otorgó a Rubakov y Kuzmin el Premio Friedman "por una serie de trabajos sobre la formación de la asimetría bariónica del universo".  Recibió el Premio Pomeranchuk del Instituto de Física Teórica y Experimental (ITEP) en 2003 "por su contribución pionera al desarrollo y la aplicación novedosa de métodos no perturbativos en la teoría de campos".   En 2005 recibió el Premio INR Markov de física fundamental junto con ru.  En 2008 ganó el Premio J. Hans D. Jensen de la Universidad de Heidelberg,  y el Premio Bruno Pontecorvo "por sus contribuciones esenciales al estudio de la estrecha interrelación entre la física de partículas, la astrofísica y la cosmología, y a la elaboración de una teoría fundamentalmente nueva del espacio físico".  En 2010 recibió el premio Julius Wess del Instituto Tecnológico de Karlsruhe.  El premio se entregó en el marco de la celebración de los 50 años de enseñanza e investigación en física de partículas en Karlsruhe, en la que Rubakov pronunció una conferencia titulada "Hacia la comprensión del origen de las inhomogeneidades en el Universo".  En 2016, Rubakov recibió el Premio Demidov "por sus contribuciones teóricas fundamentales a los fundamentos de la física: teoría cuántica de campos, física de partículas elementales, gravedad, teoría del universo primitivo".  En 2020 recibió el Premio de Física Teórica de Hamburgo,  valorado en 137.036 €. 

## Vida personal y muerte
En febrero de 2022, Rubakov firmó una carta abierta de científicos rusos condenando la invasión rusa de Ucrania en 2022. 
Rubakov murió el 18 de octubre de 2022, a los 67 años, tras las complicaciones del COVID-19 que había contraído en septiembre. En el momento de su muerte se encontraba en Sarov dando conferencias. 

## Publicaciones
- Rubakov, V. A. (2002). Classical theory of gauge fields. Princeton, N.J.: Princeton University Press. ISBN 978-0-691-05927-3. OCLC 52243621. Rubakov, Valery (9 de febrero de 2009). 2009 pbk edition. Princeton University Press. ISBN 978-1400825097.
- Rubakov, V. A. (14 de diciembre de 2010). «Towards understanding the origin of inhomogeneities in the universe». Archivado desde el original el 25 de septiembre de 2018. Consultado el 25 de septiembre de 2018.
- Rubakov, V. A.; Gorbunov, D. S. (2011). Introduction to the Theory of the Early Universe: Hot Big Bang Theory. World Scientific Publishing Company. ISBN 978-9814343978. 2017 2nd edition. World Scientific. 29 de junio de 2017. ISBN 9789813220058.
- Rubakov, V. A.; Gorbunov, D. S. (2011). Introduction to the Theory of the Early Universe: Cosmological Perturbations and Inflationary Theory. World Scientific Publishing Company. ISBN 978-9814343787.[23]